# يوشينوري إشيغامي
يوشينوري إشيغامي (باليابانية: 石神 良訓) (4 نوفمبر 1957 في شيزوكا في اليابان – )؛ هو لاعب كرة قدم ياباني سابق كان يلعب كمدافع. سبق له أن لعب مع منتخب اليابان.

## وصلات خارجية
- يوشينوري إشيغامي على موقع ناشيونال فوتبول تيمز (الإنجليزية)

- National Football Teams
- Japan National Football Team Database